# Betriebsimmobilie
Betriebsimmobilien oder betriebliche Immobilien (im internationalen Umfeld auch Corporate Real Estate oder kurz CRE genannt) sind alle Formen von Immobilien, die Unternehmen für die Umsetzung ihres Kerngeschäftes benötigen. Dazu zählen Grundstücke und grundstücksgleiche Rechte sowie Gebäude und bauliche Anlagen, unabhängig ob sich diese im Eigentum des Unternehmens befinden oder nur gemietet bzw. gepachtet sind oder deren Nutzung nur gestattet wurde.
Die erfolgs- und wertorientierte Beschaffung, Verwaltung und Vermarktung von Betriebsimmobilien wird als betriebliches Immobilienmanagement (auch Corporate-Real-Estate-Management oder kurz CREM) bezeichnet.

## Hintergrund
Immobilien dienen Unternehmen nicht nur als Investition oder Kapitalanlage zur Erwirtschaftung einer Rendite. Sie können auch wie ein Betriebsmittel betrachtet werden, wenn ihr Zweck lediglich der Erfüllung einer – nicht immobilienwirtschaftlich geprägten – Aufgabe dient. In einem solchen Fall ist das Beschaffen, Betreiben und Verwerten von Immobilien kein Kerngeschäftsprozess, sondern ein Unterstützungsprozess im Unternehmen.

## Begriffsabgrenzung

### Anlageimmobilie oder Betriebsimmobilie
Unternehmen, deren Kerngeschäft nicht auf Immobilien ausgerichtet ist, werden in der Immobilienwirtschaft als Non-Property-Unternehmen bezeichnet. Ihr Immobilien-Portfolio als Bestandteil des Anlagevermögens fällt vollständig in die Kategorie Betriebsimmobilien.
Umgekehrt werden Unternehmen, deren Kerngeschäft explizit auf Immobilien ausgerichtet ist, in der Immobilienwirtschaft als Property-Unternehmen bezeichnet. Deren Immobilien-Portfolio ist vollständig der Kategorie Anlageimmobilien zuzuordnen. Bei Anlageimmobilien steht die Ausrichtung auf einen Wertbeitrag im Sinne einer Erwirtschaftung eines Ertrags bzw. einer Rendite aus der Immobilie selbst im Vordergrund. 
Ein qualifiziertes betriebliches Immobilienmanagement hat zwar ebenfalls einen Wertbeitrag für das Unternehmen zu leisten. Im Vordergrund steht aber hierbei nicht der Ertrag bzw. die Rendite aus der Errichtung, Bewirtschaftung oder der Verwertung der Betriebsimmobilie. Der jeweilige Wertbeitrag leitet sich hingegen aus den Kerngeschäftsprozessen ab. Diese können von Unternehmen zu Unternehmen, von Branche zu Branche sowie von Land zu Land stark variieren. Üblicherweise handelt es sich um Wertbeiträge, die auf finanzwirtschaftliche Kennzahlen, Effizienz und Effektivität im Umgang mit der Immobilie oder Nutzerzufriedenheit – also der Zufriedenheit des Kerngeschäfts mit dem Unterstützungsprozess – abzielen.

### Betriebsnotwendige oder nicht betriebsnotwendige Betriebsimmobilie
Betriebsimmobilien werden als Betriebsmittel für die Erfüllung des Kerngeschäftsprozesses benötigt. Sie sind somit ursächlich auch betriebsnotwendig. Unternehmen richten ihre Strategien an den Gegebenheiten des Marktes aus. Diese wiederum unterliegen regelmäßig Veränderungen. Daraus abgeleitet ist es ebenfalls notwendig, dass Unternehmen auch ihr Immobilien-Portfolio an die geänderten Unternehmensstrategien anpassen müssen. Im Zuge dessen werden nicht nur neue Immobilien beschafft oder errichtet, sondern auch bisher genutzte Immobilien aufgegeben. Diese gehören dann zu den nicht betriebsnotwendigen Betriebsimmobilien. 
Im Rahmen eines qualifizierten betrieblichen Immobilienmanagements wird bei der Beschaffung oder Errichtung von Betriebsimmobilien bereits darauf geachtet, dass im Falle eines künftigen Wegfalls der Betriebsnotwendigkeit eine wertoptimierte Verwertung möglich ist.

### Betriebsimmobilie oder Unternehmensimmobilie
Im Gegensatz zur Betriebsimmobilie ist der Begriff Unternehmensimmobilie inhaltlich deutlich enger gefasst. Zu den Unternehmensimmobilien (auch Industrial Real Estate genannt) gehören Immobilien, die mit industrieller Fertigung, logistischen Prozessen oder deren gewerblicher Nachnutzung im Zusammenhang stehen. Dies umfasst Produktions- und Logistikimmobilien, Transformationsimmobilien und Gewerbeparks.